# A60 (Italië)
De Autostrada 60 (A60) of Tangenziale Sud di Varese is een korte Italiaanse autosnelweg in de regio Lombardije die een zuidelijke ringweg vormt voor de stad Varese. De snelweg is 4,5 kilometer lang en werd geopend op 24 januari 2015. De weg wordt beheerd door Autostrada Pedemontana Lombarda S.p.A. Tussen de tunnel Galleria Morazzone en de SS712 is de A60 een tolweg zonder tolstations, dat betekent dat je online moet betalen.
Er zijn plannen om de A60 door te trekken tot de grens met Zwitserland tussen Gaggiolo en Stabio.